# 1996–1997-es UEFA-bajnokok ligája (egyenes kieséses szakasz)
A 1996–1997-es UEFA-bajnokok ligája egyenes kieséses szakasza 1997. március 5-én kezdődött, és május 28-án ért véget a müncheni Olimpiai Stadionban rendezett döntővel. Az egyenes kieséses szakaszban az a nyolc csapat vett részt, amelyek a csoportkör során a saját csoportjuk első két helyének valamelyikén végeztek.

## Lebonyolítás
A döntő kivételével mindegyik mérkőzés oda-visszavágós rendszerben zajlott. A két találkozó végén az összesítésben jobbnak bizonyuló csapatok jutottak tovább a következő körbe. Ha az összesítésnél az eredmény döntetlen volt, akkor az idegenben több gólt szerző csapat jutott tovább. Amennyiben az idegenben lőtt gólok száma is azonos volt, akkor 30 perces hosszabbítást rendeztek a visszavágó rendes játékidejének lejárta után. Ha a 2x15 perces hosszabbításban gólt/gólokat szerzett mindkét együttes, és az összesített állás egyenlő volt, akkor a vendég csapat jutott tovább idegenben szerzett góllal/gólokkal. Gólnélküli hosszabbítás esetén büntetőpárbajra került sor. A döntőt egy mérkőzés keretében rendezték meg.

## Résztvevők
| Csoport   | Csoportelső        | Csoportmásodik    |
| --------- | ------------------ | ----------------- |
| A csoport | AJ Auxerre         | Ajax              |
| B csoport | Atlético de Madrid | Borussia Dortmund |
| C csoport | Juventus           | Manchester United |
| D csoport | FC Porto           | Rosenborg         |

## Ágrajz
|  | Negyeddöntők       | Negyeddöntők       | Negyeddöntők      | Negyeddöntők      | Negyeddöntők |   |                   | Elődöntők         | Elődöntők | Elődöntők | Elődöntők | Elődöntők |  |  | Döntő | Döntő | Döntő |  |
|  |                    |                    |                   |                   |              |   |                   |                   |           |           |           |           |  |  |       |       |       |  |
|  | Borussia Dortmund  | Borussia Dortmund  | 3                 | 1                 | 4            |   |                   |                   |           |           |           |           |  |  |       |       |       |  |
|  | Borussia Dortmund  | Borussia Dortmund  | 3                 | 1                 | 4            |   |                   |                   |           |           |           |           |  |  |       |       |       |  |
|  | Auxerre            | Auxerre            | 1                 | 0                 | 1            |   |                   |                   |           |           |           |           |  |  |       |       |       |  |
|  | Auxerre            | Auxerre            | 1                 | 0                 | 1            |   | Borussia Dortmund | Borussia Dortmund | 1         | 1         | 2         |           |  |  |       |       |       |  |
|  |                    |                    |                   |                   |              |   | Borussia Dortmund | Borussia Dortmund | 1         | 1         | 2         |           |  |  |       |       |       |  |
|  |                    |                    | Manchester United | Manchester United | 0            | 0 | 2                 |                   |           |           |           |           |  |  |       |       |       |  |
|  | Manchester United  | Manchester United  | Manchester United | Manchester United | 0            | 0 | 2                 | 4                 | 0         | 4         |           |           |  |  |       |       |       |  |
|  | Manchester United  | Manchester United  |                   |                   |              |   |                   |                   |           | 4         |           |           |  |  |       |       |       |  |
|  | Porto              | Porto              | 0                 | 0                 | 0            |   |                   |                   |           |           |           |           |  |  |       |       |       |  |
|  | Porto              | Porto              | 0                 | 0                 | 0            |   | Borussia Dortmund | Borussia Dortmund | 3         |           |           |           |  |  |       |       |       |  |
|  |                    |                    |                   |                   |              |   |                   |                   |           |           |           |           |  |  |       |       |       |  |
|  |                    |                    | Juventus          | Juventus          | 1            |   |                   |                   |           |           |           |           |  |  |       |       |       |  |
|  | Ajax               | Ajax               | Juventus          | Juventus          | 1            | 1 | 3                 | 4                 |           |           |           |           |  |  |       |       |       |  |
|  | Ajax               | Ajax               |                   |                   |              |   |                   | 4                 |           |           |           |           |  |  |       |       |       |  |
|  | Atlético de Madrid | Atlético de Madrid | 1                 | 2                 | 3            |   |                   |                   |           |           |           |           |  |  |       |       |       |  |
|  | Atlético de Madrid | Atlético de Madrid | 1                 | 2                 | 3            |   | Ajax              | Ajax              | 1         | 1         | 2         |           |  |  |       |       |       |  |
|  |                    |                    |                   |                   |              |   | Ajax              | Ajax              | 1         | 1         | 2         |           |  |  |       |       |       |  |
|  |                    |                    | Juventus          | Juventus          | 2            | 4 | 6                 |                   |           |           |           |           |  |  |       |       |       |  |
|  | Rosenborg          | Rosenborg          | Juventus          | Juventus          | 2            | 4 | 6                 | 1                 | 0         | 1         |           |           |  |  |       |       |       |  |
|  | Rosenborg          | Rosenborg          |                   |                   |              |   |                   |                   |           | 1         |           |           |  |  |       |       |       |  |
|  | Juventus           | Juventus           | 1                 | 2                 | 3            |   |                   |                   |           |           |           |           |  |  |       |       |       |  |

## Negyeddöntők
| 1. csapat         | Össz.Tooltip Aggregate score | 2. csapat          | 1. mérk. | 2. mérk.   |
| ----------------- | ---------------------------- | ------------------ | -------- | ---------- |
| Borussia Dortmund | 4–1                          | AJ Auxerre         | 3–1      | 1–0        |
| Manchester United | 4–0                          | FC Porto           | 4–0      | 0–0        |
| Ajax              | 4–3                          | Atlético de Madrid | 1–1      | 3–2 (h.u.) |
| Rosenborg         | 1–3                          | Juventus           | 1–1      | 0–2        |

### 1. mérkőzések
Az időpontok helyi idő szerint értendők.
| 1997. március 5. 19:30 |

| Manchester United                      | 4–0               | FC Porto |
| -------------------------------------- | ----------------- | -------- |
| May 22' Cantona 34' Giggs 61' Cole 80' | (2–0) Jegyzőkönyv |          |

| Old Trafford, Manchester Nézőszám: 53 415 Játékvezető: Anders Frisk (svéd) |

| 1997. március 5. 20:30 |

| Rosenborg    | 1–1               | Juventus  |
| ------------ | ----------------- | --------- |
| Soltvedt 51' | (0–0) Jegyzőkönyv | Vieri 53' |

| Lerkendal Stadion, Trondheim Nézőszám: 20 246 Játékvezető: Marc Batta (francia) |

| 1997. március 5. 20:30 |

| Borussia Dortmund                   | 3–1               | AJ Auxerre   |
| ----------------------------------- | ----------------- | ------------ |
| Riedle 12' Schneider 54' Möller 83' | (1–0) Jegyzőkönyv | Lamouchi 75' |

| Westfalenstadion, Dortmund Nézőszám: 47 500 Játékvezető: José María García-Aranda (spanyol) |

| 1997. március 5. 20:30 |

| Ajax         | 1–1               | Atlético de Madrid |
| ------------ | ----------------- | ------------------ |
| Kluivert 53' | (0–1) Jegyzőkönyv | Esnáider 8'        |

| Amsterdam Arena, Amszterdam Nézőszám: 51 000 Játékvezető: Markus Merk (német) |

### 2. mérkőzések
| 1997. március 19. 19:30 |

| FC Porto | 0–0         | Manchester United |
| -------- | ----------- | ----------------- |
|          | Jegyzőkönyv |                   |

| Estádio das Antas, Porto Nézőszám: 38 000 Játékvezető: Kim Milton Nielsen (dán) |

| 1997. március 19. 20:30 |

| Juventus                          | 2–0               | Rosenborg |
| --------------------------------- | ----------------- | --------- |
| Zidane 29' Amoruso 89' (11-esből) | (1–0) Jegyzőkönyv |           |

| Stadio delle Alpi, Torino Nézőszám: 35 371 Játékvezető: Vítor Melo Pereira (portugál) |

| 1997. március 19. 20:30 |

| AJ Auxerre | 0–1               | Borussia Dortmund |
| ---------- | ----------------- | ----------------- |
|            | (0–0) Jegyzőkönyv | Ricken 61'        |

| Stade de l'Abbé-Deschamps, Auxerre Nézőszám: 21 000 Játékvezető: Günter Benkö (osztrák) |

| 1997. március 19. 20:30 |

| Atlético de Madrid              | 2–3 (h. u.)                 | Ajax                                    |
| ------------------------------- | --------------------------- | --------------------------------------- |
| Kiko 29' Pantić 105' (11-esből) | (1–0, 1–1, 2–2) Jegyzőkönyv | R. de Boer 49' Dani 100' Babangida 119' |

| Vicente Calderón Stadion, Madrid Nézőszám: 50 018 Játékvezető: Serge Muhmenthaler (svájci) |

## Elődöntők
| 1. csapat         | Össz.Tooltip Aggregate score | 2. csapat         | 1. mérk. | 2. mérk. |
| ----------------- | ---------------------------- | ----------------- | -------- | -------- |
| Borussia Dortmund | 2–0                          | Manchester United | 1–0      | 1–0      |
| Ajax              | 2–6                          | Juventus          | 1–2      | 1–4      |

### 1. mérkőzések
| 1997. április 9. 20:30 |

| Borussia Dortmund | 1–0               | Manchester United |
| ----------------- | ----------------- | ----------------- |
| Tretschok 76'     | (0–0) Jegyzőkönyv |                   |

| Westfalenstadion, Dortmund Nézőszám: 48 500 Játékvezető: Nikolai Levnikov (orosz) |

| 1997. április 9. 20:30 |

| Ajax         | 1–2               | Juventus              |
| ------------ | ----------------- | --------------------- |
| Litmanen 66' | (0–2) Jegyzőkönyv | Amoruso 14' Vieri 41' |

| Amsterdam Arena, Amszterdam Nézőszám: 53 000 Játékvezető: Antonio Jesús López Nieto (spanyol) |

### 2. mérkőzések
| 1997. április 23. 19:30 |

| Manchester United | 0–1               | Borussia Dortmund |
| ----------------- | ----------------- | ----------------- |
|                   | (0–1) Jegyzőkönyv | Ricken 8'         |

| Old Trafford, Manchester Nézőszám: 53 606 Játékvezető: Urs Meier (svájci) |

| 1997. április 23. 20:30 |

| Juventus                                      | 4–1               | Ajax         |
| --------------------------------------------- | ----------------- | ------------ |
| Lombardo 34' Vieri 36' Amoruso 79' Zidane 80' | (2–0) Jegyzőkönyv | Melchiot 75' |

| Stadio delle Alpi, Torino Nézőszám: 62 377 Játékvezető: Kim Milton Nielsen (dán) |

## Döntő
| 1997. május 28. 20:30 |

| Borussia Dortmund         | 3–1               | Juventus      |
| ------------------------- | ----------------- | ------------- |
| Riedle 29' 34' Ricken 71' | (2–0) Jegyzőkönyv | Del Piero 65' |

| Olimpiai Stadion, München Nézőszám: 59 000 Játékvezető: Puhl Sándor (magyar) |